# The Best of Jauns Mēness
The Best of Jauns Mēness – wydany w 1995, wybór najlepszych piosenek łotewskiego zespołu Jauns Mēness. Zawiera 12 piosenek po łotewsku i angielsku, z albumów
Aizlaid šaubas negaisam līdz, Izrāde spogulī i 100 + 1 vēlēšanās, jak również dwa nieopublikowane dotąd utwory – Straujā upe i jedną z popularniejszych piosenek zespołu pt. Kad mēness jūrā krīt oraz nową wersję If You’re Gonna Be a Hero.

## Lista utworów
1. „Piekūns skrien debesīs” – 5:03
2. „War Without Pain” – 2:10
3. „If You’re Gonna Be a Hero ('95 version)” – 4:26
4. „Kad mēness jūrā krīt” – 4:35
5. „All I Want” – 5:00
6. „Mother” – 6:25
7. „The Show in a Mirror” – 3:42
8. „Sea Of Love” – 4:03
9. „Pazudušais dēls” – 4:55
10. „Viens” – 4:43
11. „Tavs superveikals” – 4:52
12. „Divatā” – 4:00
13. „Vai” – 3:44
14. „Straujā upe” – 5:03